# 浜田マキ子
浜田 マキ子（はまだ マキこ、1942年〈昭和17年〉3月19日 - 2022年〈令和4年〉5月29日）は日本の実業家・政治運動家・エッセイスト。本名：濱田 麻記子、旧姓は藤井。
夫は元衆議院議員・参議院議員で弁護士の浜田卓二郎。叔父は元参議院議員・郵政大臣の植竹春彦、従兄は元衆議院議員・外務副大臣の植竹繁雄。

## 来歴
東京都文京区出身。父親は実業家の娘に生まれる。清明学園初等学校を経て森村学園初等科、中等科、高等科卒業。
1960年4月、日本航空に入社し、国際線スチュワーデス（現・キャビンアテンダント）となる。翌1961年2月、10か月で日本航空を退社し、東京大学に入学。1965年3月、東京大学文学部東洋史学科を卒業後、植竹の秘書となるが、同年大蔵省に勤務していた卓二郎と結婚。長男をもうける。
1973年、花嫁学校「芝アカデミー」を設立し学長に就任。以後、2008年秋まで貿易や人材育成コンサルティング関連など複数の会社を経営しながら、1990年、ハーバード大学外交センターのフェローになる。著作出版、月刊『ぺるそーな』の発行、ワイドショーのコメンテーター、講演活動を行って来た。
2008年10月10日付で、同じ大学の先輩で勉強会仲間であった日本ラッドの大塚隆一から依頼され、株式会社シアター・テレビジョンの代表取締役社長に就任。シアター・テレビジョンのメインスポンサーが株式会社DHCの吉田嘉明及びDHCグループ傘下になって以降も社長職は継続。
2017年3月末迄、同社にてテレビ放送、動画配信し、自らも制作統括（エグゼクティブプロデュース）を行っていた、『やらまいか〜真相はこうだ!〜』及び『日本らしい国づくり』を同社の元社員とでYoutubeにて別スポンサー企業を見付け配信。しかし、DHCテレビに無断で番組制作、及び「やらまいか」の続編を匂わす説明をしていたため、取締役会にて2017年10月18日付で社長職を解任された。また、DHCテレビの社長職を解任された事で、2017年10月5日付で、バイオ関連企業の林原（現・ナガセヴィータ）の元社長である林原健と共同で立ち上げた、林原LSI株式会社の取締役に就任した。
夫である卓二郎とは2022年5月16日に死別したが、その13日後の同年5月29日、急性心不全のため死去した。80歳没。訃報は生前交流のあった元衆議院議員の木内孝胤のTwitter投稿で明らかになり、その後メディアの取材にも応じている。マキ子は亡くなる前日にイベントに出席していたが「とんでもない体調不良で途中退席を余儀なくされた」ことをブログに投稿していた。

## 政治活動
- 1980年に卓二郎が衆議院議員に初当選しマキ子も代議士の妻となったが、1990年2月の第39回衆議院議員総選挙に埼玉5区（当時）から無所属[注 3]で立候補し、世間の耳目を集める。隣接する埼玉1区（当時）[注 4]から立候補していた夫の卓二郎と選挙区境で共に街宣活動を行う。当時マキ子は消費税反対の立場をとっており、卓二郎と街頭で舌戦を繰り広げる独特のパフォーマンスを見せた。しかし代議士の妻が突然立候補し、夫の所属政党の政策を批判する姿は有権者に奇異な印象を与え、注目された割には支持が広がらず落選した（卓二郎は当選）。その後夫を残して単身アメリカに留学した。
- 帰国後の1991年東京都知事選挙に完全無所属で立候補したが下位で落選。以後たびたびテレビに出演するようになり、ニュース番組のコメンテーターなどを務めたほか、著書を出版するなど多方面に活動し話題となる。
- 1993年7月第40回衆議院議員総選挙に埼玉2区（当時）から再び立候補するも落選[注 5]。埼玉1区の卓二郎も落選し議席を失う。
- 1996年、第41回衆議院議員総選挙で卓二郎は再び落選、参議院議員への転身を図る。1998年7月に卓二郎は参議院議員に当選し、マキ子も自身の活動を再開。
- 2003年の第43回衆議院議員総選挙では突然東京1区から無所属で立候補したが5,572票の得票しか得られず落選し供託金を没収された。これが生前最後の公職選挙への立候補となった。

## 番組出演

### テレビ
- サンデープロジェクト（テレビ朝日） - 1990年
- ビートたけしのTVタックル（テレビ朝日） - 1992年
- 朝まで生テレビ!（テレビ朝日） - 1992年3月
- ビッグモーニング（TBSテレビ） - 1993年
- たけし・逸見の平成教育委員会（フジテレビ）
- 世界バリバリ★バリュー（毎日放送）
- 2時っチャオ!（TBSテレビ）※「突撃!ニッポンの女社長」
- 爆報! THE フライデー（TBSテレビ） - 2014年12月26日

## 著書
- 『普通の女 駄目なものは駄目、いいものはいい』（世界文化社 1991年）
- 『女はみんなジャンヌ・ダルク』（コスモの本 1991年）
- 『「楽勉」のすすめ 受験生をもつお母さんへ』（経済界 1994年）
- 『キレイはマネからおしゃれは勇気』（DHC 2005年）